# Madhyamgram
Madhyamgram (bengalisch মধ্যমগ্রাম Madhyamgrām) ist eine Stadt im indischen Bundesstaat Westbengalen mit rund 196.000 Einwohnern (Volkszählung 2011). Sie liegt im Distrikt Uttar 24 Pargana und ist Teil der Agglomeration Kolkata.

## Bevölkerung
Der starke Anstieg der städtischen Bevölkerungszahlen beruht im Wesentlichen auf der Zuwanderung von Familien aus ländlichen Regionen.
| Jahr      | 1991   | 2001    | 2011    |
| Einwohner | 62.252 | 155.451 | 196.127 |

Madhyamgram hat ein Geschlechterverhältnis von 984 Frauen pro 1000 Männer und damit einen für Indien häufigen Männerüberschuss. Die Stadt hatte 2011 eine Alphabetisierungsrate von 89,60 % (Männer: 92,69 %, Frauen: 86,46 %).  Die Alphabetisierung liegt damit weit über dem nationalen Durchschnitt und dem von Westbengalen. Knapp 89,4 % der Bevölkerung sind Hindus, ca. 9,8 % sind Muslime, ca. 0,5 % sind Christen und ca. 0,4 % gaben keine Religionszugehörigkeit an oder praktizierten andere Religionen. 8,3 % der Bevölkerung sind Kinder unter 6 Jahre. 38,3 % leben in Slums und Elendsviertel.

## Infrastruktur
Die Stadt hat einen Bahnhof, der sie mit Kolkata und dem Rest Indiens verbindet.